# Перерваний статевий акт

Використання методу ПСА як засобу контрацепції, % пар у різних країнах

Пере́рваний стате́вий акт (ПСА, лат. coitus interruptus) — один з найдавніших та найменш ефективних (шанс завагітніти — до 28 %) методів контрацепції, суть якого полягає у виведенні пеніса з вагіни до початку еякуляції. Не захищає від хвороб, що передаються статевим шляхом, таких як ВІЛ, сифіліс, гонорея, гепатити, трихомоноз та інших. Менш надійним контрацептивним засобом є лише статевий акт без використання будь-якої контрацепції (85 %).
Індекс Перля для використання ПСА як засобу контрацепції становить від 4 при ідеальному використанні до 18 при типовому (від 4 до 18 жінок зі 100 небажано вагітніють при використанні цього методу контрацепції протягом року), оскільки сперматозоїди можуть міститись не тільки в еякуляті, а й в смегмі, що виділяється під час статевого акту, бути наявними в уретрі після попередніх еякуляцій, а правильне виконання ПСА повністю залежить від досвіду, чутливості, психологічного стану та відповідального ставлення лише одного з партнерів.
Практика використання ПСА була відома ще до нашої ери. Зокрема, в Біблії описується ПСА, здійснюваний Онаном з Фамар.

## Надійність
Фактична частка небажаних вагітностей при типовому використанні ПСА (наприклад, одразу після попереднього статевого акту, без гігієнічних процедур) становить 15–28 %, тобто майже третина випадків (презервативи — 2 %, оральні контрацептиви — 2–8 %). Менш надійним контрацептивним засобом є лише статевий акт без використання будь-якої контрацепції (85 %).
Основною причиною вагітності при використанні ПСА є невчасне виведення чоловіком пеніса з вагіни до початку еякуляції, а це залежить від сексуального досвіду, чутливості, самоконтролю та добросовісного виконання чоловіком ПСА. Крім того, контрацептивний ефект ПСА вкрай малий, якщо залишки сперми з уретри потрапляють в передеякулят (змащувач та нейтралізатор кислотності в уретрі чоловіка та вагіні для виживання сперматозоїдів). Передеякулят виділяється куперовими залозами до еякуляції, тобто під час статевого акту. Він може залишатися в уретрі після попередніх еякуляцій (за статевих актів чи мастурбації як безпосередньо перед контактом, так і раніше). Тому для контрацептивного ефекту ПСА чоловіку необхідно виконувати гігієнічні процедури: сечовипускання та ретельне підмивання. За наявності сперматозоїдів у передеякуляті ПСА не має контрацептивного ефекту. Через розкид у виконанні ПСА та в гігієнічній підготовці не всі дослідження виявляють сперматозоїди в передеякуляті.
Дещо надійніший контрацептивний ефект ПСА досягається лише при правильному та відповідальному використанні. Успішність ПСА варіює залежно від сексуального досвіду, чутливості та самоконтролю чоловіка. Для пар, що використовують ПСА як основний засіб контрацепції з дотриманням всіх вимог, частка небажаних вагітностей становить 4 % на рік (для правильного використання презервативів — 2 %).

## Переваги
Перерваний статевий акт може бути використаний за неможливості використовувати інші засоби контрацепції, оскільки є: безкоштовним, не потребує додаткових засобів, не потребує медичних консультацій, не має хімічно індукованих побічних ефектів.

## Недоліки
- Порівняно з рештою засобів контрацепції, ПСА має найнижчу ефективність[1].
- ПСА, на відміну від бар'єрної контрацепції, найпоширенішим засобом якої є презерватив, не захищає від захворювань, що передаються статевим шляхом, оскільки між шкірою та генітальними виділеннями партнера та партнерки відсутні перепони. Секс, при якому єдиними захисним методом є ПСА, є незахищеним сексом (як щодо вагітності, так і щодо ІПСШ), ризикованим для сексуального та репродуктивного здоров'я.
- Використання ПСА потребує виконання гігієнічних процедур чоловіком (сечовипускання і підмивання) перед пенісо-вагінальними контактами, щоб змити залишки еякуляту після попередніх статевих контактів або мастурбації.
- Вимагає самоконтролю, навичок та відповідального ставлення від виконавця ПСА.
- Оскільки партнерка не може контролювати виконання чоловіком ПСА та впливати на його ефективність, ПСА не може застосовуватись жінками самостійно в якості екстреної та/або превентивної контрацепції й захисту від ІПСШ (у випадку зґвалтування, недотримання чоловіком правил ПСА або непередбачуваних збоїв контрацепції).
- Ризик небажаної вагітності та зараження ІПСШ й пов'язане з ним переживання тривоги гальмують мозкові системи, відповідальні за отримання задоволення від сексуальної активності, знижуючи відсоток досягнення оргазму жінками та погіршуючи якість їхнього сексуального життя й репродуктивного здоров'я[10].
- За деякими гіпотезами, ПСА може призводити й до розладів сексуального здоров'я чоловіків[11] через втручання у рефлекторний акт сім'явиверження, що може спричинювати сексуальні проблеми, такі як передчасна еякуляція та погіршення ерекції[12].

## Поширеність
У ряді країн, наприклад Азербайджані, Туреччині та Греції, ПСА є основним засобом запобігання вагітності.
Найпоширеніше використання ПСА як засобу контрацепції у Західній Азії (14,2 % пар), Південній Європі (12,6 % пар) і Східній Європі (10,8 % пар).
При цьому у Південній і Західній Африці, Західній Європі, Східній Азії та Океанії частка пар, що використовують цей засіб контрацепції, складає менш як 1 %.